# Stradivari ex Vaticano
Lo Stradivari ex Vaticano è un violoncello ottenuto da Antonio Stradivari modificando una preesistente viola da gamba costruita nel 1620 circa da Nicola Amati. L'ex Vaticano è stato impiegato per un secolo al servizio della Cappella Sistina.

## Caratteristiche
Le filigrane e le pitture che lo decorano sono state aggiunte nel diciannovesimo secolo dal liutaio francese Georges Chanot, che ha restaurato lo strumento nel 1863. Sulla tavola armonica sono raffigurati due angeli, con tamburello e arpa, mentre sul fondo dello strumento compaiono la bandiera e il copricapo papale con due delfini rinascimentali.
L'ex Vaticano fu acquistato per 650 000 USD dal compositore Philip Glass, che lo mise a disposizione della violoncellista Wendy Sutter, sua compagna.
Lo strumento è stato in seguito acquistato dall'Academia de Arte de Florencia (México) ed è attualmente in uso alla violoncellista svizzera Nadège Rochat.